# Sorrow (Van Gogh)
Sorrow (Smart) is een tekening van Vincent van Gogh uit 1882, twee jaar nadat Van Gogh besloot kunstenaar te worden. Het werk toont een 32-jarige zwangere vrouw, Clasina ("Sien") Maria Hoornik, en wordt beschouwd als een meesterwerk en het hoogtepunt van Van Goghs leerjaren als tekenaar. De tekening is ondergebracht in de Garman Ryan Collection in The New Art Gallery Walsall, Walsall, Engeland.
De vorige eigenaar was de kunstenares Sally Ryan, die het werk aan de wand had in haar suite in het Dorchester Hotel in Londen.
De tekening maakt deel uit van een reeks met Sien Hoornik als model. Van Gogh vermeldde haar in zijn brieven als de beste figuur die ik getekend heb. In een brief van juli 1882 schrijft Van Gogh: Ik wil tekeningen maken die mensen raken. Sorrow is een beginnetje [....] hier is tenminste iets rechtstreeks uit mijn hart. Het stuk draagt nummer F929a in de beredeneerde catalogus van Jacob Baart de la Faille. Onderaan staat Comment se fait-il qu'il y ait sur la terre une femme seule, délaissée? (Hoe is het mogelijk dat er op aarde een eenzame verlaten vrouw bestaat?), een citaat uit La Femme van de sociaal-historicus Jules Michelet. Deze zin sluit aan bij de thema's van Van Goghs vroege werk en zijn overtuiging dat armoede misstanden als prostitutie veroorzaakt.